# Харири, Рафик
Рафи́к Хари́ри (араб. رفيق بهاء الدين الحريري‎, Рафик Баха ад-Дин аль-Харири, 1 ноября 1944, Сайда — 14 февраля 2005[…], Бейрут) — ливанский предприниматель, миллиардер, политический и государственный деятель.

## Начало предпринимательской карьеры
В 1970 году в Саудовской Аравии наследный принц Фахд назначил 25-летнего бухгалтера Харири строительным подрядчиком королевского двора.

## Премьер-министр
В октябре 1992 года 46-летний бизнесмен был назначен премьер-министром Ливана и исполнял свои обязанности 10 лет с перерывом в 1998—2000 годах.
Первоначально политическая карьера бывшего саудовского строительного магната и владельца компании «Оджер энтерпрайсис» основывалась на хороших отношениях с Сирией. Твёрдая воля и знание финансовых потоков эпохи глобализации помогли Харири за шесть лет восстановить экономику Ливана, которой в результате гражданской войны 1975—1990 годов был нанесён ущерб свыше 25 млрд долларов. При этом внешний долг Ливана вырос до $20 млрд, а личное состояние премьер-министра также резко выросло, что позволяло подозревать его в коррупции. Харири способствовал возвращению в страну 2 миллиардов долларов личных сбережений ливанцев, вынужденных ранее эмигрировать.
Рафик Харири сосредоточил в своих руках реальную власть в стране, сделав пост президента номинальным. При нём Ливан начал всё более и более склоняться в сторону Саудовской Аравии в ущерб отношениям с Сирией.
Для возвращения Ливана в свою сферу влияния Сирия на президентских выборах в 1998 году поддержала кандидатуру Эмиля Лахуда, который, победив на выборах, сразу сменил главу правительства, обвинив его в неудачной экономической политике — в частности, в резком росте внешнего долга. В 2000 году возглавляемый Харири политический блок выиграл парламентские выборы и президент Лахуд вынужден был утвердить его на посту главы правительства.

## Состояние
С 1980-х годов Харири присутствует в списке самых богатых людей планеты, составляемых американским журналом «Форбс». Его личное состояние оценивалось в 3,15 млрд долларов.
Владел 50 % акций государственной компании «Теле-Либан», контролировал некоторые национальные СМИ.
Его частное издательство выпускало Коран. Финансировал деятельность Центра экономических исследований имени Харири. Харири неоднократно подвергался критике за операции с недвижимостью, которые осуществляла компания «Солидер» (лидер в сфере гражданского строительства Ливана).

## Отставка
20 октября 2004 года Рафик Харири ушёл в отставку вместе со всем кабинетом. Правительственный кризис был вызван усилившимся давлением на Ливан и Сирию со стороны США и Франции. По их инициативе Совет безопасности ООН сделал 19 октября заявление, призывающее Сирию вывести свои войска из Ливана, а Ливан — разоружить отряды «Хезболлы», контролирующие юг страны.
Президент Ливана Эмиль Лахуд поручил формирование нового правительства просирийскому политику Омару Караме (70-летний Омар Карами в 1990—1991 годах уже возглавлял правительство).
После ухода из официальной политики Харири возглавил оппозицию, которая требовала вывода с территории Ливана сирийских войск.

## Убийство и похороны
Харири погиб 14 февраля 2005 года в Бейруте в результате террористического акта — направленного[уточнить] взрыва бомбы. Помимо Р. Харири погиб ещё 21 человек.
Похоронен 16 февраля в центре Бейрута, недалеко от мечети Мухаммеда аль-Амина (Мохаммеда Амина), которая ранее была построена на его личные средства. Похороны Рафика Харири превратились в многотысячную антисирийскую демонстрацию. Попрощаться с ним вышли около 200 тыс. человек разного вероисповедания. Процессия растянулась на три километра. На площади возле мечети началась давка, в которой пострадал сын покойного. Участники похоронной церемонии были резко настроены против Сирии и сирийских войск, оккупировавших[уточнить] Ливан с 1976 года, а также против нынешних просирийских властей Ливана. Никто из официальных лиц не осмелился появиться на похоронах — лидеры оппозиции и родственники убитого обвинили правящий режим в убийстве.
Символическая похоронная процессия прошла в Сидоне, родном городе Харири на юге Ливана. Многотысячная толпа его сторонников и почитателей прошла по улицам с его портретами и пустым гробом. Дело закончилось сирийскими погромами.

### Международная реакция

#### США
15 февраля США отозвали своего посла в Сирии — Маргарет Скоуби — «для срочных консультаций в связи с убийством Рафика Харири». Не обвиняя Сирию напрямую, государственный департамент США заявил, однако, что «именно сирийское военное присутствие в Ливане и его вмешательство в ливанскую политику является причиной ливанской нестабильности».
Одновременно США заявили о намерении ввести новые санкции против Сирии в связи с тем, что она не выполняет резолюцию 1559 Совета Безопасности ООН, требующую немедленного вывода сирийских войск из Ливана.
На похоронах Рафика Харири заместитель госсекретаря США Уильям Бёрнс ещё раз потребовал «немедленного и полного вывода сирийских войск из Ливана».

#### Франция
Президент Франции Жак Ширак потребовал проведения независимого международного расследования. Однако глава МВД Ливана Сулейман Франжье отверг эту идею, заявив, что все силовые структуры страны не сомневаются в том, что теракт был организован смертником.

#### Иран
Вице-президент Ирана Мохаммед Реза Ареф и премьер Сирии Наджи Отри после переговоров в Тегеране 16 февраля 2005 объявили, что их страны отныне будут выступать против Америки единым фронтом.
Вторым подозреваемым в организации теракта против Харири, помимо Сирии, является движение «Хезболла», действующее на юге Ливана и в Сирии и финансируемое Ираном.

#### ООН
15 февраля СБ ООН принял резолюцию, требующую «предать правосудию исполнителей, организаторов и спонсоров чудовищного теракта». В этом документе ответственность также не возлагается на Сирию напрямую, однако в нём присутствует напоминание о «необходимости выполнения всех соответствующих резолюций, требующих восстановления территориальной целостности, суверенитета и политической независимости Ливана».
Под давлением мирового сообщества, вызванным гибелью Харири, Сирия была вынуждена полностью вывести свои войска из Ливана. Последние сирийские войска покинули страну 10 апреля 2005 года, после 30 лет своего присутствия.

## Расследование
Тем временем под эгидой ООН была создана независимая следственная комиссия во главе с немецким следователем Детлевом Мелисом (фамилию последнего в российской печати нередко неверно пишут как «Мехлис»). В сентябре Мелис допросил в Дамаске семерых высокопоставленных сирийских военных, в том числе руководителя МВД бригадного генерала Гази Канаана, в течение 20 лет руководившего деятельностью сирийских спецслужб в Ливане.
Гази Канаан, как и власти Сирии, категорически отрицал свою причастность к убийству. На 25 октября 2005 была назначена публикация отчёта комиссии Мелиса. 12 октября в Дамаске было объявлено о том, что Гази Канаан покончил с собой.
По версии иранской газеты The Tehran Times, к убийству причастны спецлужбы из США; также газета приводит мнение американского журналиста Сеймура Херша, опубликованное в арабской газете Al Watan, что к убийству причастен вице-президент США Дик Чейни.
По мнению лидера ливанского политического движения «Тавхид» Виама Вахаба, за убийством Харири стоял один из командиров движения «Хизбалла» Имад Мугния.
В конце мая 2009 года представитель Комиссии ООН по расследованию обстоятельств гибели Харири заявил, что к этому убийству причастны офицеры отдела спецопераций «Хезболлы».
Обвинительное заключение Международного трибунала было передано властям Ливана 18 августа 2011 года. В нём содержится требование арестовать 5 высокопоставленных членов Хизбаллы, которых трибунал обвиняет в убийстве премьер-министра.

### Резолюция Совбеза ООН
31 октября 2005 года Совет Безопасности ООН единогласно принял резолюцию по Сирии. В ней говорится, что, «учитывая степень проникновения агентуры сирийских спецслужб в ливанское общество, представляется маловероятным, что сирийцы не знали о готовящемся покушении».
Резолюция требует от Сирии более тесного сотрудничества с комиссией Детлева Мелиса — в частности, допросы сирийских подозреваемых должны проводиться вне пределов Сирии и без присутствия сирийских властей. Сирия согласилась на это. Президент Сирии Башар Асад заявил о создании собственной комиссии по расследованию обстоятельств гибели Харири. Он также обещал усилить контроль за въезжающими в Сирию гражданами арабских стран, которые затем, как утверждают США, перебираются в Ирак и пополняют ряды иракских боевиков.

### Специальный трибунал
1 марта 2009 года в Лейдсендаме начал работу международный трибунал, созданный 30 мая 2007 во исполнение резолюции 1757 Совета Безопасности ООН, рассмотревший дело об убийстве Рафика Харири. 30 июня 2011 года представители Специального трибунала по Ливану передали ливанскому правительству обвинительное заключение по делу об этом убийстве.
Обвинительное заключение включает в себя 130 страниц. В нём сказано, что четверо активистов «Хезболлы» участвовали 14 февраля 2005 года в атаке, в результате которой погибли бывший премьер-министр Ливана Рафик Харири и ещё 21 человек. В качестве главных организаторов названы два высших члена шиитской политической организации «Хезболла». Один из них — глава контрразведки «Хезболлы» Мустафа Амир Бадреддин, действовал под именем ливанского христианина Сами Исса. Бадреддин является близким родственником убитого в 2008 году в Дамаске оперативного командующего «Хезболлы» Имада Мугние. Второй шиитский террорист, организовавший убийство — глава «карательной секции» Салим Джамиль Айаш. Названы ещё двое подозреваемых: Хусейн Хасан Онейси и Асад Хасан Сабра.
В январе 2014 года в трибунале начался судебный процесс. В связи с тем, что передать обвиняемых в СТЛ было невозможно на тот момент, процесс шёл заочно.
18 августа 2020 года Салим Джамиль Айаш был признан виновным и приговорён к пожизненному заключению. Хусейн Хасан Онейси, Асад Хасан Сабра, Хассан Хабиб Мерхи были оправданы.
31 декабря 2023 года трибунал прекратил своё существование.

## Награды
- Командор Национального ордена Кедра (1983 год)
- Кавалер Большого креста ордена «За заслуги перед Итальянской Республикой» (Италия, 5 ноября 1997 года)[16]
- Командор ордена «За заслуги перед Итальянской Республикой» (Италия, 27 декабря 1982 года)[17]
- Кавалер Большого креста ордена Почётного легиона (Франция, 1996 год)
- Офицер ордена Почётного легиона (Франция, 1986 год)
- Кавалер ордена Почётного легиона (Франция, 1981 год)
- Кавалер ордена Искусств и литературы (Франция, 1983 год)
- Орден Освободителя Сан-Мартина (Аргентина, 1995 год)
- Орден «За дипломатические заслуги» степени Grand Gwang Hwa (Республика Корея, 1997 год)
- Большая цепь ордена Трона (Марокко, 1997 год)
- Кавалер Большого креста ордена Звезды Румынии (Румыния, 2002 год)